# تأثير تقنين القنب
قامت عدة دول مثل أوروغواي وكندا، بالإضافة إلى عدة ولايات في الولايات المتحدة، بتقنين إنتاج القنب وبيعه وحيازته والاستخدام الترفيهي و/أو الطبي. يمكن أن يكون لتقنين القنب على نطاق واسع بهذه الطريقة تأثيرات عديدة على الاقتصاد والمجتمع في الدول التي يتم تشريعه فيها.

## التأثيرات على الجريمة وإنفاذ القانون
تشير الدراسات إلى أن إلغاء تجريم القنب وتشريعه يؤدي إلى تقليل الاعتقالات المتعلقة بالقنب. وجد تحليل في عام 2019 في مقاطعة برينس جورج، ماريلاند، انخفاضًا بنسبة 54% في معدلات الاعتقال على مستوى المقاطعة لحيازة القنب بعد إلغاء التجريم. ومع ذلك، تزامن ذلك مع زيادة بنسبة 1031% في مخالفات حيازة القنب، مما يشير إلى تأثير "توسيع الشبكة" المحتمل حيث واجه المزيد من الأفراد إجراءات تنفيذ القانون من خلال المخالفات بدلاً من الاعتقالات.
تشير الأبحاث إلى أن تشريع القنب وإلغاء تجريمه لهما تأثير ضئيل على معدلات الجريمة العامة، مع بعض الدراسات التي تشير إلى انخفاضات محتملة في بعض المجالات. وجدت دراسة شملت خمسين ولاية بمقارنة معدلات الجرائم العنيفة وجرائم الممتلكات بين عامي 2010-2014 أن معدلات الجريمة كانت تميل إلى أن تكون أعلى قليلاً في الولايات التي حظرت القنب تمامًا، على الرغم من أن هذا الاختلاف لم يكن ذا دلالة إحصائية.

## التأثيرات على الصحة
```
حددت أبحاث عدة مخاطر محتملة لاستخدام القنب بواسطة المراهقين بعد التشريع، بما في ذلك ضعف الوظائف الإدراكية، وزيادة مخاطر الإصابة بالاعتماد على القنب، وارتفاع معدلات التسرب من المدارس، وزيادة مخاطر الإصابة بالأمراض الذهانية، وزيادة معدل الانخراط في سلوكيات محفوفة بالمخاطر. ارتبط استخدام القنب الأسبوعي دون سن 18 بانخفاض الذكاء بين أولئك الذين يصابون بالاعتماد المستمر. تشير الدراسات إلى أن المراهقين قد يكونون أكثر تأثرًا سلبًا بالاستخدام الثقيل مقارنة بالبالغين، خاصة في مجالات التعلم والذاكرة والذاكرة العاملة.
```

وجدت دراسة في عام 2021 من معهد كاتو، وهو مركز أبحاث ليبرتاري، أن العديد من الادعاءات القوية التي يطلقها كل من مؤيدي ومنتقدي تشريع الماريجوانا على مستوى الولايات مبالغ فيها بشكل كبير وفي بعض الحالات لا تدعمها أدلة واقعية. وخلصت الدراسة إلى أن تشريعات الولايات كان لها تأثيرات طفيفة بشكل عام، مع كون إيرادات الضرائب استثناءً بارزًا فاق بعض التوقعات.

## التأثير الاقتصادي
في عام 2019، حصلت الولايات المتحدة على إجمالي 1.7 مليار دولار من إيرادات الضرائب بسبب تشريع الماريجوانا. في عام 2021، تضاعف هذا الرقم إلى 3.7 مليار دولار. 
من المتوقع أن يقلل التشريع من الموارد المصروفة على الاعتقالات والملاحقات القضائية للجرائم المتعلقة بالماريجوانا. وجد تحليل في عام 2007 أن التشريع يمكن أن يؤدي إلى توفير محتمل يصل إلى 10.7 مليار دولار سنويًا. توقع تقرير في عام 2010 أن تشريع الماريجوانا الكامل يمكن أن يوفر للولايات المتحدة أكثر من 13 مليار دولار سنويًا، مع 8 مليارات دولار من هذا المبلغ ناتجة عن عدم الحاجة إلى تطبيق الحظر.
خلق تشريع الماريجوانا فرص عمل كبيرة. تدعم الصناعة ما يقرب من 430,000 وظيفة بدوام كامل، مع توقعات تشير إلى أن هذا العدد قد يرتفع إلى أكثر من 1.75 مليون وظيفة في المستقبل القريب. مع خلق أكثر من 100,000 وظيفة في عام 2021، كان هناك زيادة بنسبة حوالي 33% مقارنة بالعام السابق، متجاوزة بشكل كبير الزيادة المتوقعة بنسبة 8% في الوظائف في قطاع الأعمال والمال.